# Dačice
Dačice (německy Datschitz) jsou město v okrese Jindřichův Hradec v Jihočeském kraji. Leží dvanáct kilometrů jižně od Telče na Moravské Dyji, v nejjižnějším cípu Českomoravské vrchoviny. Historicky se nacházejí na Moravě, v roce 1960 však byly při správní reformě i se svým okolím začleněny do Jihočeského kraje a toto zařazení bylo potvrzeno i českým krajským zřízením platným od 1. ledna 2000 (původně šlo o Budějovický kraj, od května 2001 nazvaný Jihočeským krajem). V samotném městě žije cca 5 300 lidí, s desítkou připojených vesnic coby místních částí čítá populace přibližně 7 200 obyvatel. Správní obvod ORP Dačice má asi 18,5 tisíce obyvatel.
Nejen svou polohou jsou Dačice přirozeným centrem nejzazšího cípu (jiho)západní Moravy. Nachází se zde množství služeb, obchodů a firem, i řada kulturních a sportovních zařízení. Vzhledem k poměrně velké vzdálenosti okresního města zde byla zřízena i nemocnice pro východní (jinak řečeno moravskou) část okresu Jindřichův Hradec. Okolí vyniká klidem a malebností krajiny s množstvím rybníčků, lesů a různých památek, atraktivní je zejména Česká Kanada prostírající se západně odsud a nedaleká historická renesanční města Telč a Slavonice. V Dačicích se pravidelně pořádají různé kulturní festivaly. Historické jádro je městskou památkovou zónou. Jedním ze symbolů Dačic je kostkový cukr, který byl roku 1843 právě zde vynalezen.
Sousedními obcemi sídla jsou Český Rudolec, Hříšice, Cizkrajov, Budíškovice, Dobrohošť, Třebětice, Volfířov, Staré Hobzí, Peč, Kostelní Vydří, Zadní Vydří, Černíč a Mysletice.

## Název
Sídlo bylo pojmenováno podle osobního jména Dak nebo Dač, což byla domácí podoba některého jména začínajícího na Da- (např. Dalibor, Dalimil, Daniel apod.). Původní význam místního jména byl Dačici, tj. „Dakovi/Dačovi lidé“.
Židovský název města v jidiš zní דאטשיץ.

## Historie
Trhová ves, ležící při důležitém brodu přes řeku Dyji, byla původně zeměpanským majetkem. V souvislosti s objednávkou znojemského kníže a moravského markraběte Konráda Oty k vysvěcení zdejšího farního kostela olomouckým biskupem Pelhřimem je ves Dačice v roce 1183 poprvé písemně zmíněna, a to v kronice Jarlocha, opata kláštera v Milevsku. 
Zeměpanské léno obdržel od krále Rytířský řád křižovníků s červenou hvězdou, od kterého ves Dačice někdy mezi lety 1334 a 1359 získali páni z Hradce. Za jejich vlády, jak se dá soudit z městského znaku se zlatou pětilistou růží, se tržní osada Dačice stala městečkem s právem výročního trhu a střediskem bílkovského panství, které drželi po celé další století.
V roce 1459 zakoupil bílkovské panství i s městečkem Dačicemi Wolf Krajíř z Krajku, za jehož panování mu král Jiří z Poděbrad udělil v roce 1464 právo druhého výročního trhu. Za Oldřicha Krajíře z Krajku obdržely Dačice v roce 1582 od císaře Rudolfa II. statut města. V 16. století přišli do města italští umělci, zvláště stavitelé. Z původní trhové vsi, soustředěné okolo farního kostela, vzniklo renesanční městečko, jehož těžištěm se stalo velké trojúhelníkové náměstí, později centrum města s radnicí a ostatními správními či obchodními budovami. 
U nového zámku vznikla nová městská čtvrť Hradecké předměstí. Město bylo obdařeno mnoha výsadami, bohatlo obchody a řemesly, organizovanými v ceších. V té době se Dačice stávají jedním z významných měst Jednoty bratrské. Pohromou pro město byla třicetiletá válka. Roku 1680 vylidnil Dačice mor, následně roku 1690 obrovský požár zničil na 80 domů. K nejvýznamnější barokní památce patří tzv. františkánský klášter s kostelem sv. Antonína Paduánského na východní straně města.

### Rakousko-Uhersko
O hospodářský vzestup Dačic se zasloužil Karl Anton Dalberg (1792–1859), který se podílel na založení zdejšího cukrovaru. Počátkem 19. století se Dačice staly průkopníky v odborném školství a průmyslu. Roku 1820 byla péčí lesmistra Vincence Hlavy v Dačicích zřízena jedna z prvních lesnických škol (od roku 1937 zde má žulový pomník). V roce 1829 založili bratři Grenberové v nedalekém Kostelním Vydří první řepný cukrovar moderního údobí v našich zemích a v dačické rafinérii byl J. K. Radem vyroben v roce 1841 první kostkový cukr na světě, patentován 1843. V polovině 19. století se výrazně změnilo postavení města. Dačice se staly sídlem okresu, který zabíral jihozápadní cíp Moravy se 180 obcemi. 

### První Československá republika
V letech 1922–1923 si místní komunistická strana vystavěla „Dělnický dům“ s tělocvičnou, kolem kterého se soustředil veškerý její stranický život. Dne 9. září 1923 se konalo jeho slavnostního otevření, kterého se účastnily FDTJ z celého 28. okresu. Největší skupiny přijely z Jihlavy a ze Znojma. Do domu byla také přenesena prodejna dělnického konzumního družstva „Vzájemnost“. Zde se také scházela od roku 1926 nově založená Federace proletářské tělovýchovy (sdružující Jednotu proletářské tělovýchovy Dačice, fotbalový klub Rudá hvězda Dačice, Cyklistický klub, Dělnický klubu turistů a Spartakovy skauty práce). Dne 11. srpna 1929 se v Dačicích konalo její oblastní cvičení. Školní mládež se cvičení účastnila až do roku 1931, kdy proletářská tělovýchova obdržela od zemského úřadu výstrahu rozpuštěním. V parlamentních volbách 1935 získala KSČ v Dačicích 320 hlasů.

### Protektorát Čechy a Morava
V letech 1939–1945 přišly Dačice o své židovské obyvatele, většinou v nacistickém koncentračním táboře Lublin ve východním Polsku. Dne 6. června 1945 vydal Okresní národní výbor Dačice výnos o odsunu německého obyvatelstva a o osídlování pohraničních částí okresu, přičemž odsunem pověřil táborské partyzány pod velením Vladimíra Hobzy. Během Hobzova tzv. čištění od Němců byli popraveni čtyři Němci a jeden český udavač.

### Vývoj města po roce 1945
Po druhé světové válce zde byla vystavěna nemocnice a závod na výrobu autodílů, dnes největší zaměstnavatel v okolí. Sídlem okresního úřadu zůstaly Dačice s výjimkou let válečných 1940–1945 až do roku 1960, kdy po více než stech letech ztratily nejen sídlo okresu, ale ocitly se, spolu s dalšími moravskými městy a obcemi, administrativně v komunisty zřízeném Jihočeském kraji. Dnes jsou moravské Dačice sídlem tzv. malého okresu v Jihočeském kraji zřízeném v roce 2000.

## Obyvatelstvo
| Rok            | 1869  | 1880  | 1890  | 1900  | 1910  | 1921  | 1930  | 1950  | 1961  | 1970  | 1980  | 1991  | 2001  | 2011  | 2021  |
| -------------- | ----- | ----- | ----- | ----- | ----- | ----- | ----- | ----- | ----- | ----- | ----- | ----- | ----- | ----- | ----- |
| Počet obyvatel | 4 656 | 4 866 | 5 002 | 5 253 | 5 232 | 5 086 | 4 743 | 5 015 | 5 080 | 6 149 | 7 394 | 7 970 | 7 937 | 7 492 | 7 022 |
| Počet domů     | 794   | 776   | 778   | 786   | 814   | 849   | 941   | 1 118 | 1 097 | 1 169 | 1 338 | 1 604 | 1 660 | 1 771 | 1 830 |

## Městská správa

### Členění města
Město Dačice se člení na šestnáct částí na jedenácti katastrálních územích:
- Bílkov (i název k. ú.)
- Borek (k. ú. Borek u Dačic)
- vlastní město Dačice (části Dačice I, Dačice II, Dačice III, Dačice IV, Dačice V) a Toužín (vše v k. ú. Dačice)
- Dolní Němčice (i název k. ú.)
- Hostkovice (k. ú. Hostkovice u Dolních Němčic)
- Hradišťko (k. ú. Hradišťko u Dačic)
- Chlumec (k. ú. Chlumec u Dačic )
- Lipolec (i název k. ú.)
- Malý Pěčín (i název k. ú.)
- Prostřední Vydří (i název k. ú.)
- Velký Pěčín (i název k. ú.)

Vlastní město Dačice se dělí na šest místních částí označovaných římskými čísly v uvedeném pořadí:
- I. Město (dolní a horní náměstí s okolím)
- II. Antonínské předměstí (k nemocnici)
- III. Za řekou Dyjí, dříve Stráňské předměstí (Za lávkami, Kapetova, k Hradišťku)
- IV. Hradecké Předměstí (Péráček, Nivy)
- V. Červený vrch
- VI. Toužín (do 60. let 20. století samostatné k.ú.)

Prostřední Vydří leží na odděleném území a tvoří tak exklávu Dačic.

### Městské symboly
Vlajka byla městu udělena rozhodnutím předsedy Poslanecké sněmovny Parlamentu České republiky dne 12. dubna 1994.

## Doprava
Město leží na křižovatce silnic II/151, II/406 a II/408. Okresní město Jindřichův Hradec je vzdáleno po silnici asi 35 km, do krajského střediska Českých Budějovic (okolo 90 km daleko) trvá nejrychlejší trasa asi hodinu a čtvrt. Krajské město Jihlava na sousední Vysočině se nachází podstatně blíže.
Přes Dačice vede také regionální železniční trať Kostelec u Jihlavy – Slavonice, na které se nachází stanice Dačice a zastávka Dačice město. Podle jízdního řádu 2024/25 je na trati dvouhodinový (ve všední dny někdy i hodinový) takt osobních/spěšných vlaků z Havlíčkova Brodu přes Jihlavu, Telč a Dačice do Slavonic.

## Pamětihodnosti
- Nový zámek, poprvé vzpomínaný v roce 1591, nyní v empírové podobě z roku 1831. Národní kulturní památka. Ve správě jihočeského NPÚ, v jednom křídle zámku také sídlo Městského muzea a galerie.[14]
- Starý zámek, renesanční palác z let 1572–1579. Sídlo městského úřadu.
- Kostel sv. Vavřince z let 1775–1785
- Renesanční věž z let 1586–1592 je vysoká 51 m a navazuje na barokní kostel sv. Vavřince. Je zde umístěn sv. Vavřinec z roku 1483.
- Františkánský klášter z let 1660–1664, od roku 1994 patří řádu bosých karmelitek, s kostelem sv. Antonína Paduánského z let 1672–1677
- Kaple sv. Rocha a sv. Šebestiána z konce 17. století
- Mariánský sloup na Havlíčkově náměstí s barokním sousoším z roku 1725, stavebníkem byl hrabě Václav z Vrbna a Bruntálu (sochy sv. Václava, sv. Vojtěcha, sv. Prokopa, Panny Marie Neposkvrněného početí).[15] Ozdobou sousoší je šestiboká empírová kašna.
- Městská radnice
- Památník obětem válek (autor: Jan Vítězslav Dušek)[16]
- Přírodní památky: Dubová stráň, přírodní památka Moravská Dyje, Toužínské stráně

### Kostkový cukr

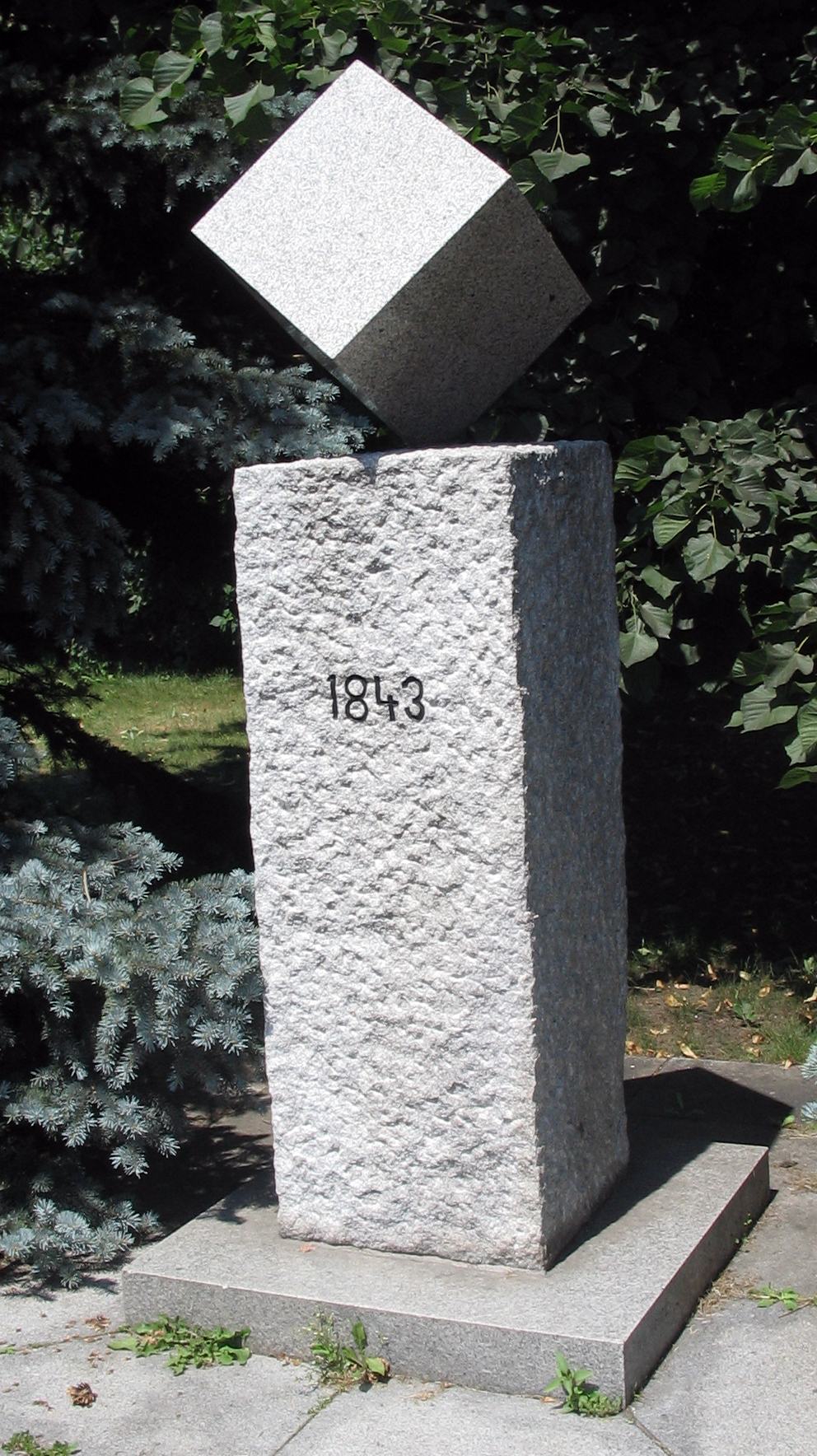
Pomník kostce cukru

Zajímavostí je v prostoru před věží farního kostela se nacházející žulový pomník kostky cukru, neboť ve zdejší rafinerii byl v roce 1841 vyroben a v roce 1843 patentován J. K. Radem první kostkový cukr na světě.

## Osobnosti

### Rodáci
- Jiří Jakubův Dačický (1532–1618) – protestantský knihtiskař v Praze[18]
- Adam Swach (1668–1747) – františkánský malíř
- František Altmann (1700–1752) – malíř
- Matouš Strachovský (1725–1774) – sochař, řezbář
- Josef Zwach (1806–1880) – starosta a lokální historik
- Matěj Mikšíček (1815–1892) – novinář a spisovatel
- Jan Šebestián Červenka (1825–1874) – malíř a lékař[19]
- František Stejskal-Lažanský (1844–1887) – novinář
- Emmerich Czermak (1885–1965) – rakouský politik a nacistický teoretik, ministr školství
- František Leixner (1894–1957) – kartograf a voják
- Rudolf Walter (1894–1966) – divadelní režisér, herec a pedagog
- Antonín Gšventner (1896–1941) – československý legionář, důstojník a odbojář popravený nacisty
- František Navara (1901–1973) – fyzik a matematik
- Rudolf Urbanec (1907–1976) – hudební skladatel, kapelník a pedagog
- František Křížek (1909–1993) – historik a numismatik
- František Skokan (1912–1950) – československý důstojník, popraven komunistickým režimem (nar. v Dolních Němčicích)
- Stanislav Živný (1912–1943) – komunistický odbojář, popraven nacisty
- František Valena (1913–1960) – doktor práv, oběť komunistického režimu
- Vladimír Fuka (1920–1996) – hudební skladatel[20]
- Milan Codr (1925–1996) – novinář, spisovatel a televizní komentátor
- Lubomír Codr (1931–?) – překladatel
- Stanislava Vojtíková-Janků (1933–2010) – vojenská pilotka
- Ivan Misař (1941–2024) – divadelní a rozhlasový režisér, herec, dramaturg a pedagog[21]
- Ludvík Štěpán (1943–2009) – akademický profesor polonistiky, bohemista, překladatel, spisovatel
- Jarmila Fialová (* 1944) – malířka a pedagožka
- Jiří Albrecht (* 1948) – malíř, spisovatel a moravista
- Stanislav Mrvka (* 1953) – politik a manažer
- Ivo Jahelka (* 1954) – právník a folkový písničkář
- Michael Klang (1954–2019) – architekt, výtvarník a scénograf
- Jindřich Bartoš (* 1955) – kněz
- Hana Blochová (* 1955) – historička umění, hudebnice a spisovatelka
- Pavel Koukal (* 1955) – zemědělský odborník[22]
- Luba Svobodová (* 1957) – spisovatelka
- Pavel Spurný (* 1958) – astronom
- Jaroslav Turánek (* 1958) – imunolog a pedagog
- Zdeněk Veith (* 1958) – kněz a zpěvák[23]
- Jiří Žák (* 1959) – podnikatel, politik a automobilový závodník
- František Dohnal (1960–2013) – politik a manažer
- Petr Husa (* 1960) – lékař a pedagog[24]
- Miloš Vystrčil (* 1960) – politik a pedagog, od února 2020 předseda českého Senátu
- Lenka Lanczová (* 1964) – spisovatelka
- Jaroslav Michálek (* 1968) – onkolog
- Tomáš Gec (* 1972) – manažer a IT odborník
- Vladimíra Vávrů (* 1974) – malířka a sochařka
- Dan Svátek (* 1975) – režisér, scenárista a herec
- Miluše Vítečková (* 1975) – básnířka a fejetonistka
- Eva Ellingerová (* 1976) – historička umění
- Christine Habermann von Hoch (* 1980) – česko-německá sochařka a designérka
- Marta Veselá Jirousová (* 1981) – výtvarnice a básnířka, dcera Ivana M. Jirouse
- Sixtus Bolom-Kotari (* 1982) – historik
- Jitka Nesnídalová (* 1983) – malířka
- Jan Štokr (* 1983) – volejbalista
- Hana Hajnová (* 1985) – politička a manažerka
- Martin Jůna (* 1986) – spisovatel a publicista[25]
- Aleš Pitzmos (* 1986) – spisovatel
- Pavel Zajíc (* 1988) – básník
- Sabina Zelená (* 1988) – spisovatelka
- Martin Rychlík (* 1993) – historik a archeolog, od roku 2020 ředitel dačického muzea[26]
- Jaromír Pytlík (* 2001) – hokejista

### Další
- Vincenc Hlava (1782–1849) – lesník, zakladatel zdejší lesnické školy (první na Moravě)
- Jakub Kryštof Rad (1799–1871) – původem švýcarský průmyslník, ředitel místního cukrovaru, kde vynalezl kostkový cukr
- Friedrich Ferdinand von Dalberg (1822–1908) – přírodovědec a zdejší velkostatkář, člen rakouské panské sněmovny
- Bedřich Kancnýř (1851–1940) – právník a politik, dačický okresní soudce a buditel, propagátor cyklistiky
- Vilém Göth (1915–1940) – nadporučík letectva[27], občan Dačic (ulice Göthova vychází z Palackého náměstí)
- Jan Bistřický (1930–2008) – historik, archivář, pedagog, zakladatel a předseda dačického spolku přátel muzea
- Naděje Jahelková (* 1930) – divadelní režisérka a dlouholetá ředitelka dačické městské knihovny, matka Iva Jahelky[28]
- Michal Stehlík (* 1976) – historik, děkan FF UK, působil v dačickém muzeu a zastupitelstvu

## Partnerská města
- Groß-Siegharts, Rakousko
- Urtenen-Schönbühl, Švýcarsko

## Galerie

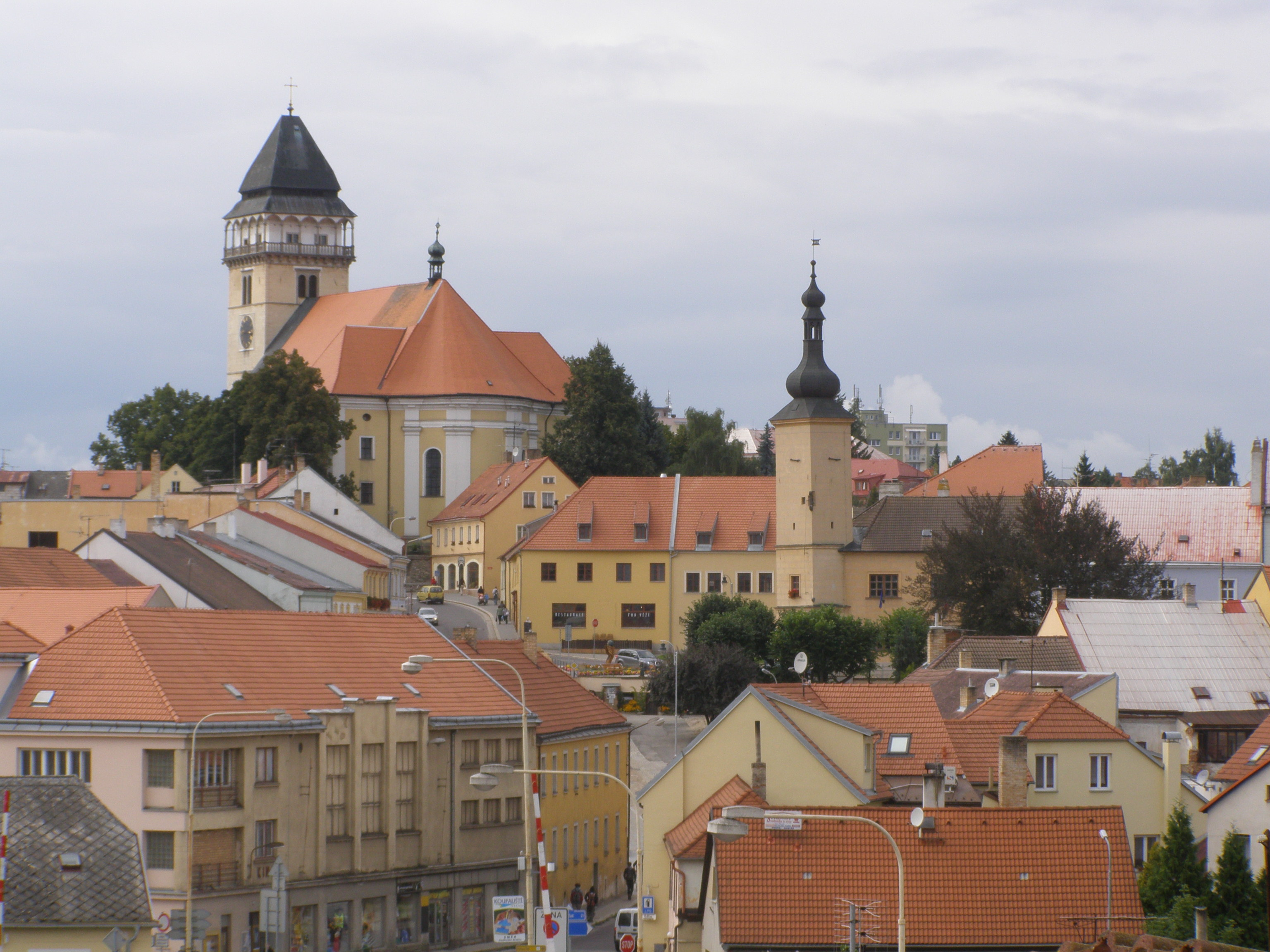
Centrum města: vlevo nahoře kostel sv. Vavřince, uprostřed budova radnice
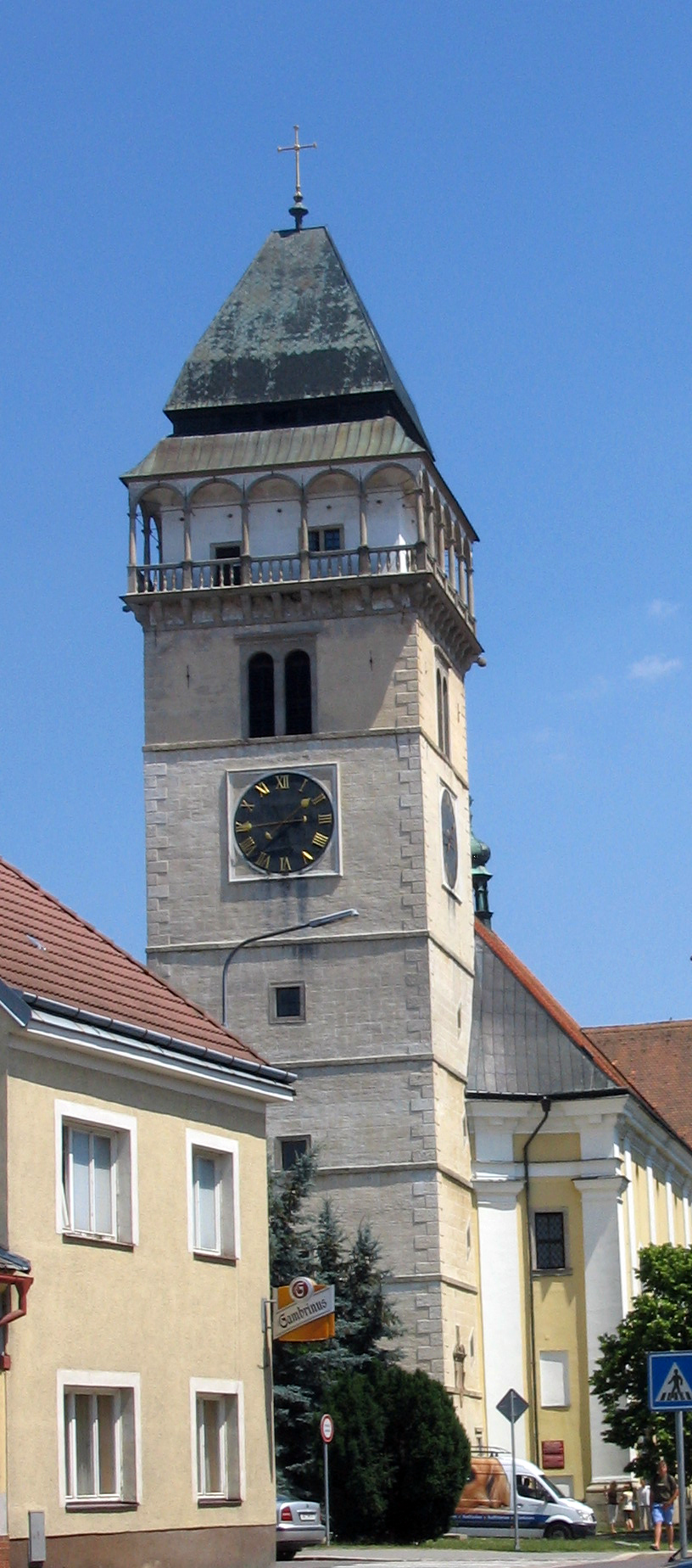
Městská věž
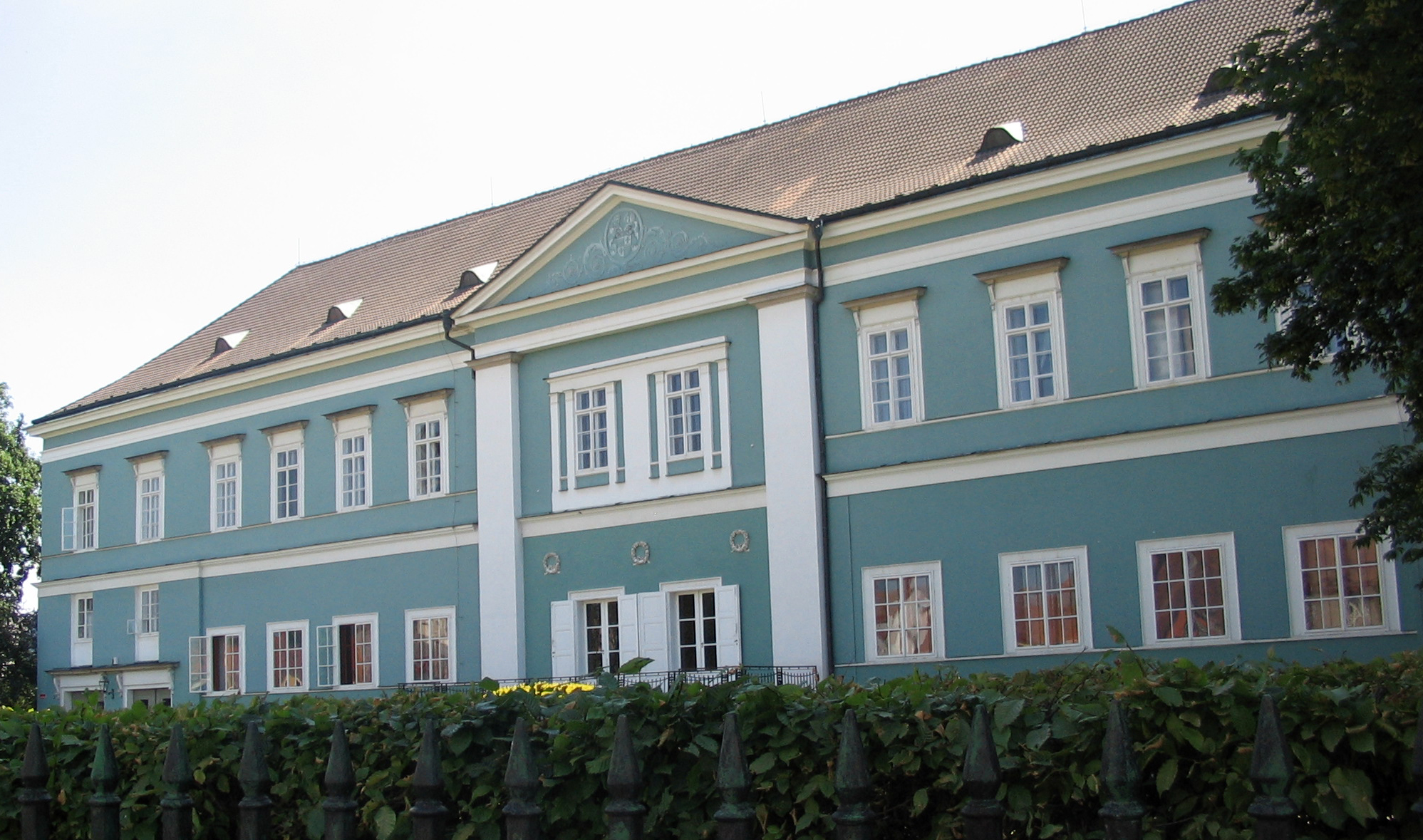
Dačický zámek
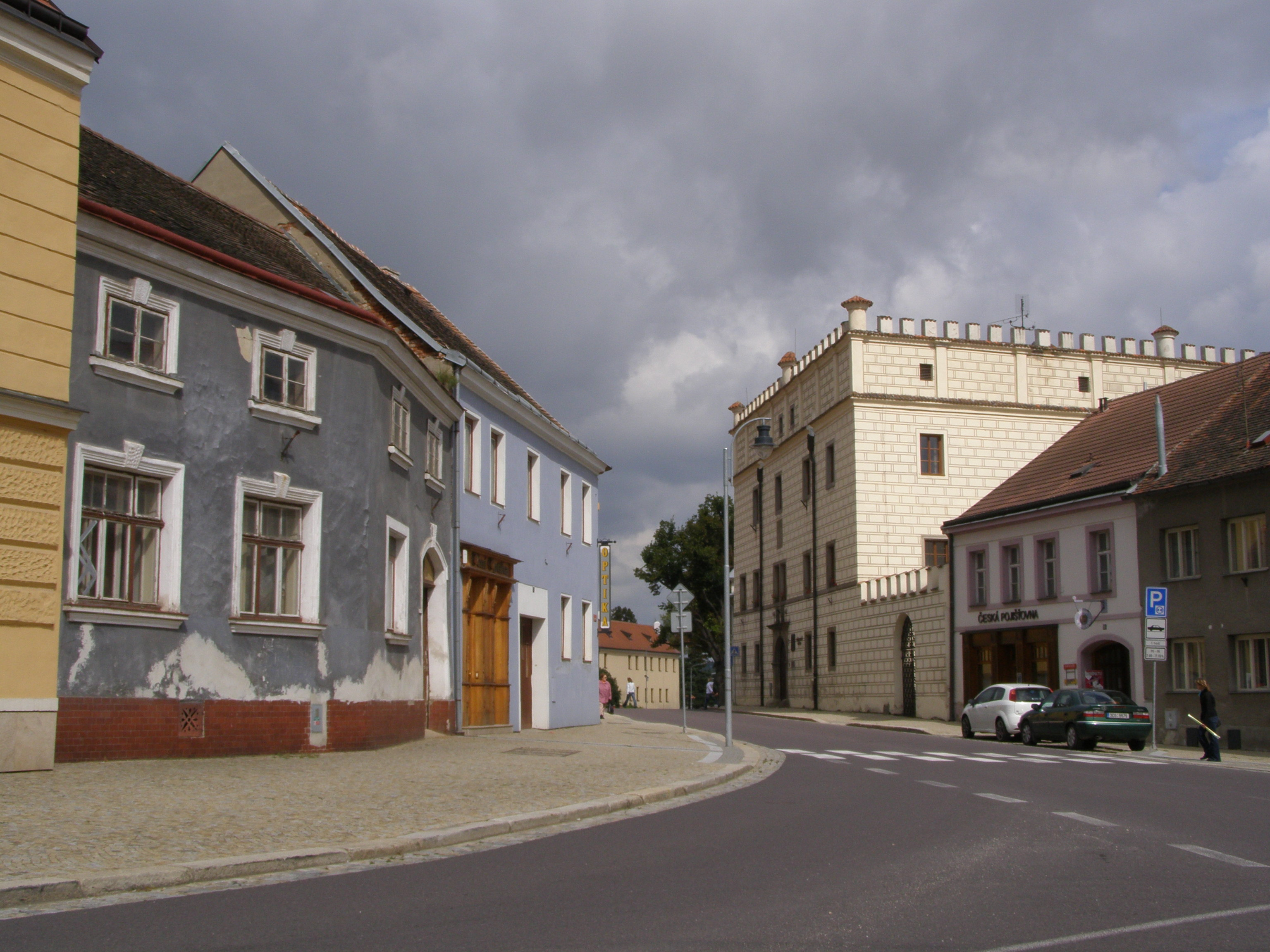
Starý zámek na Palackého náměstí
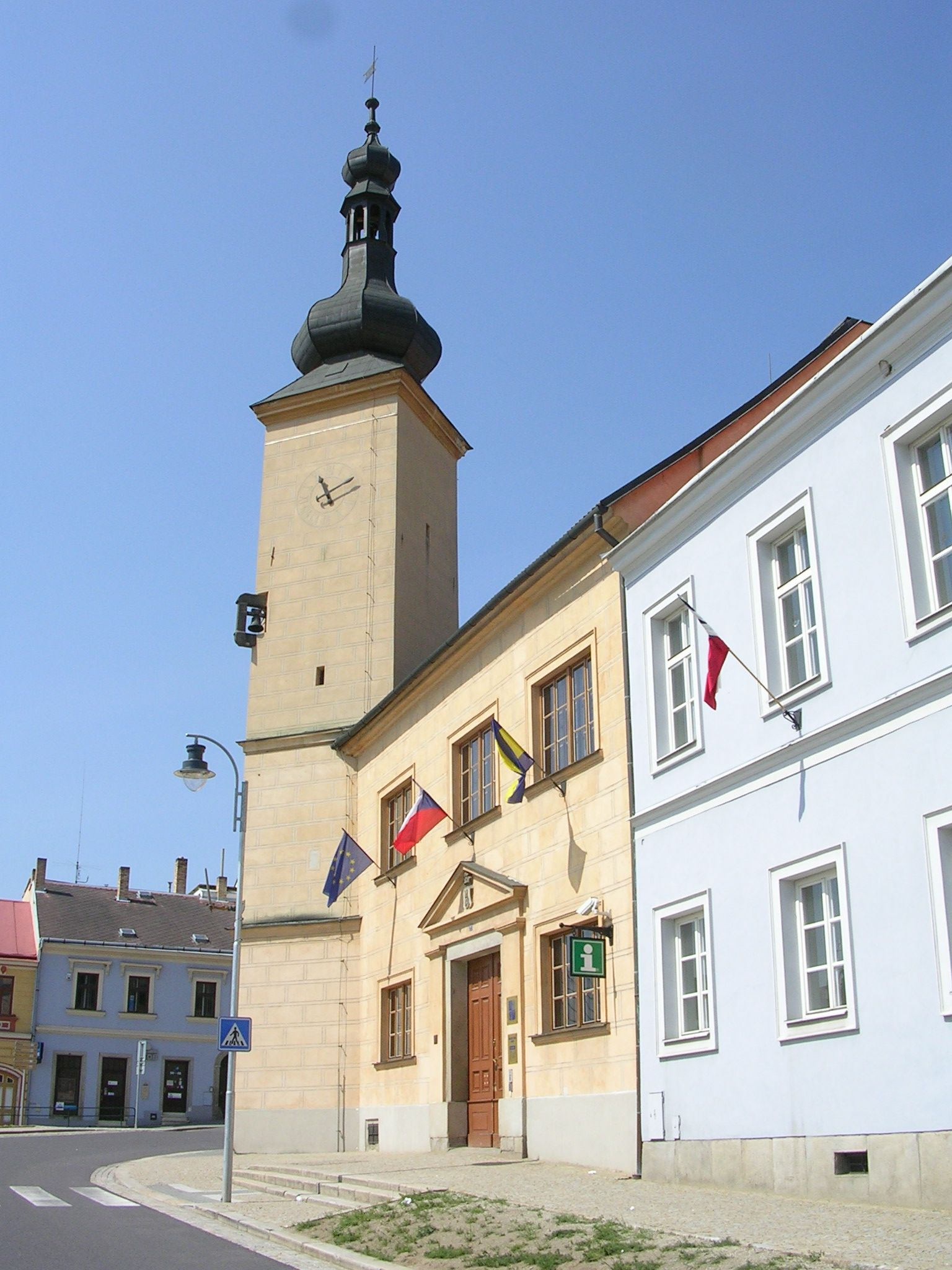
Stará radnice
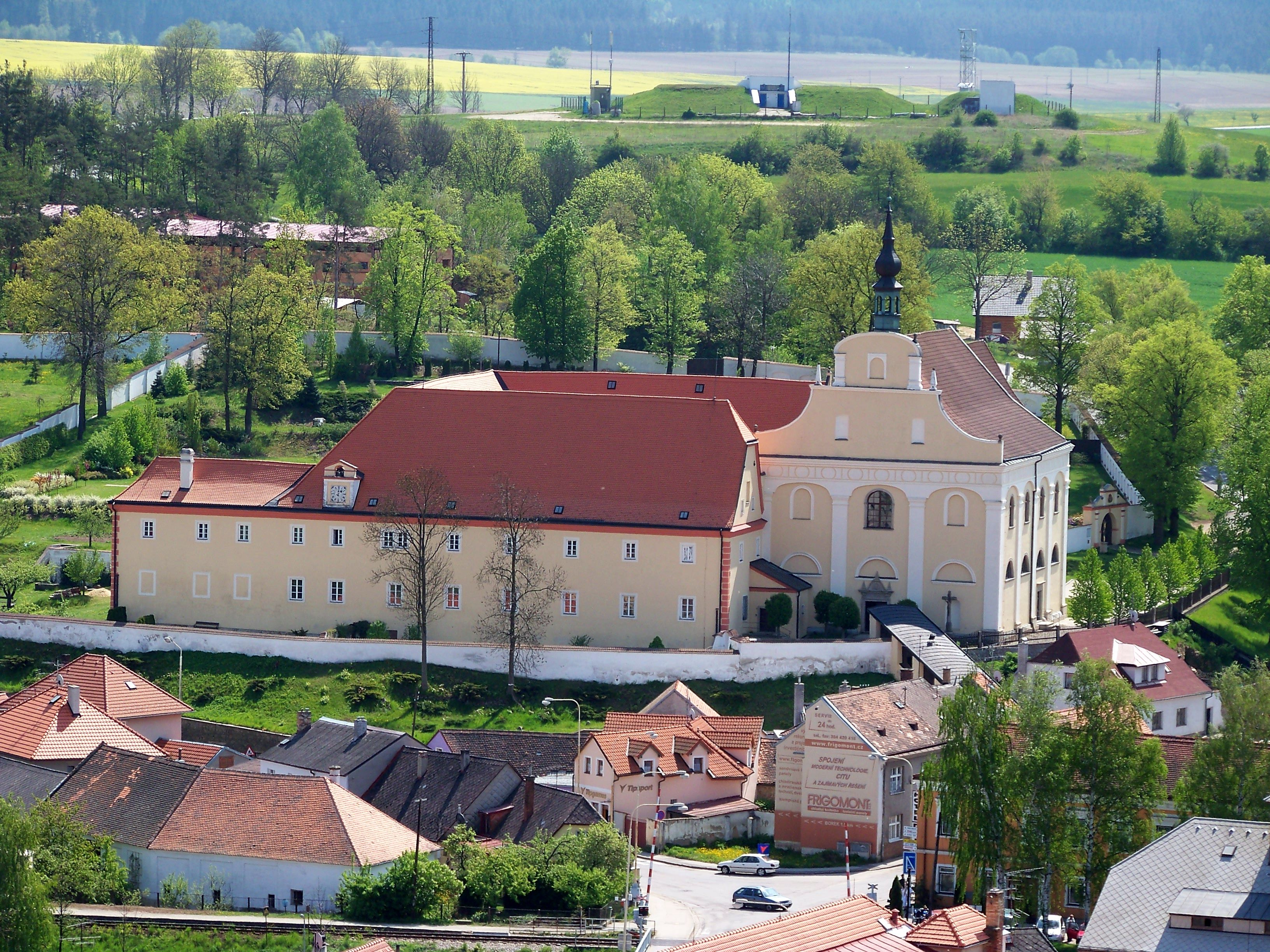
Klášter karmelitek a Kostel sv. Antonína Paduánského
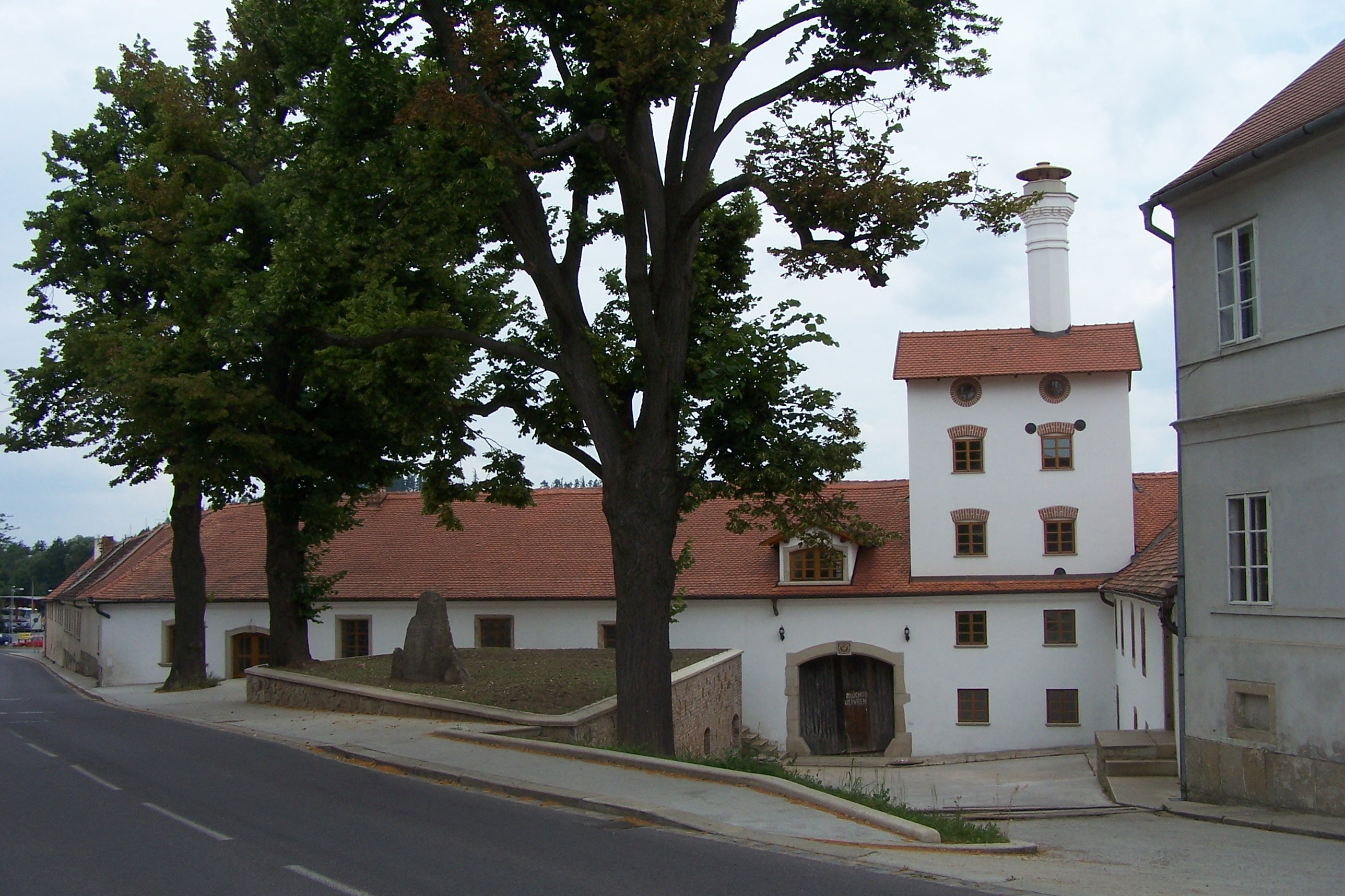
Bývalý lihovar
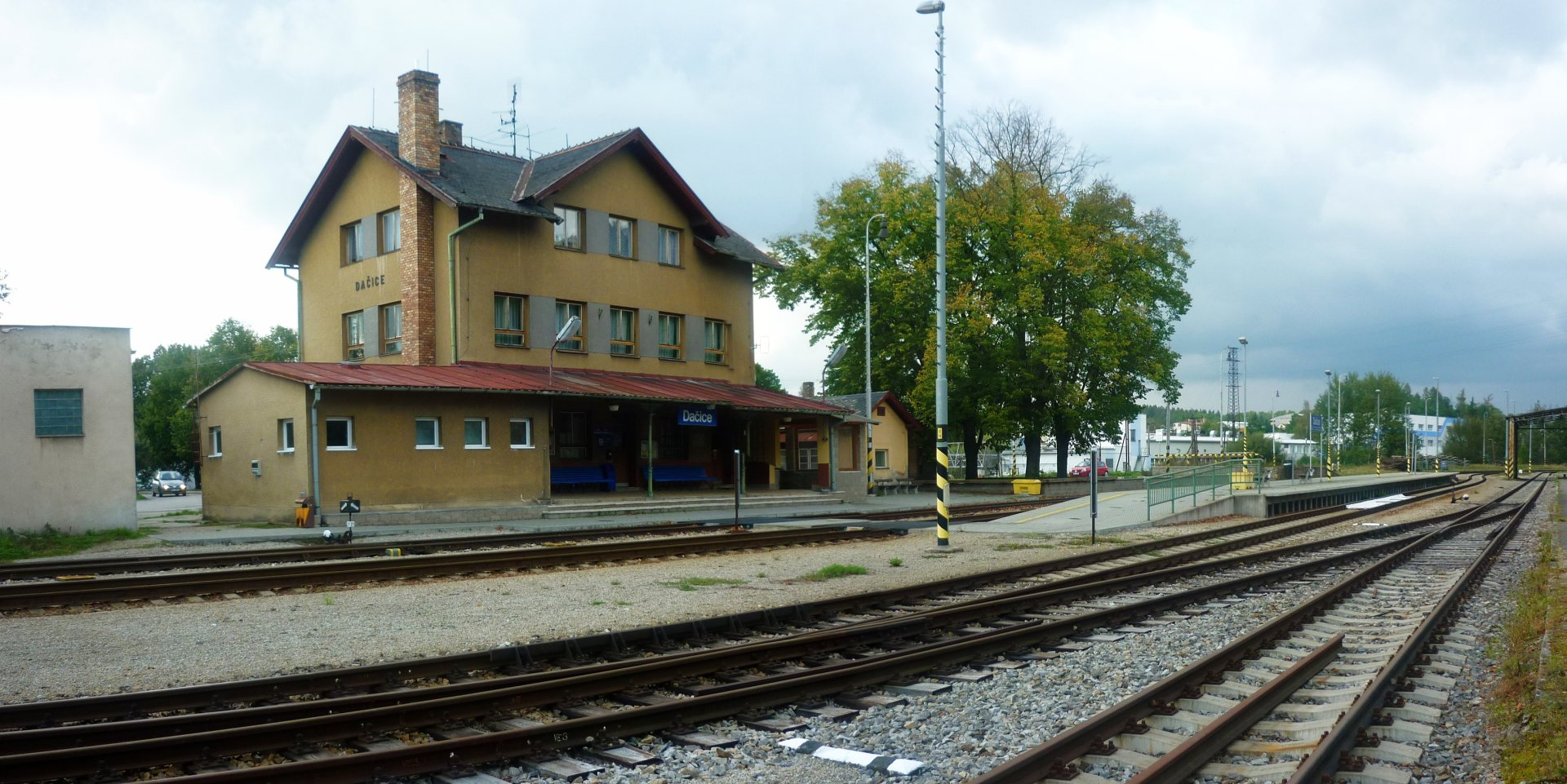
Železniční stanice Dačice